# سامبا

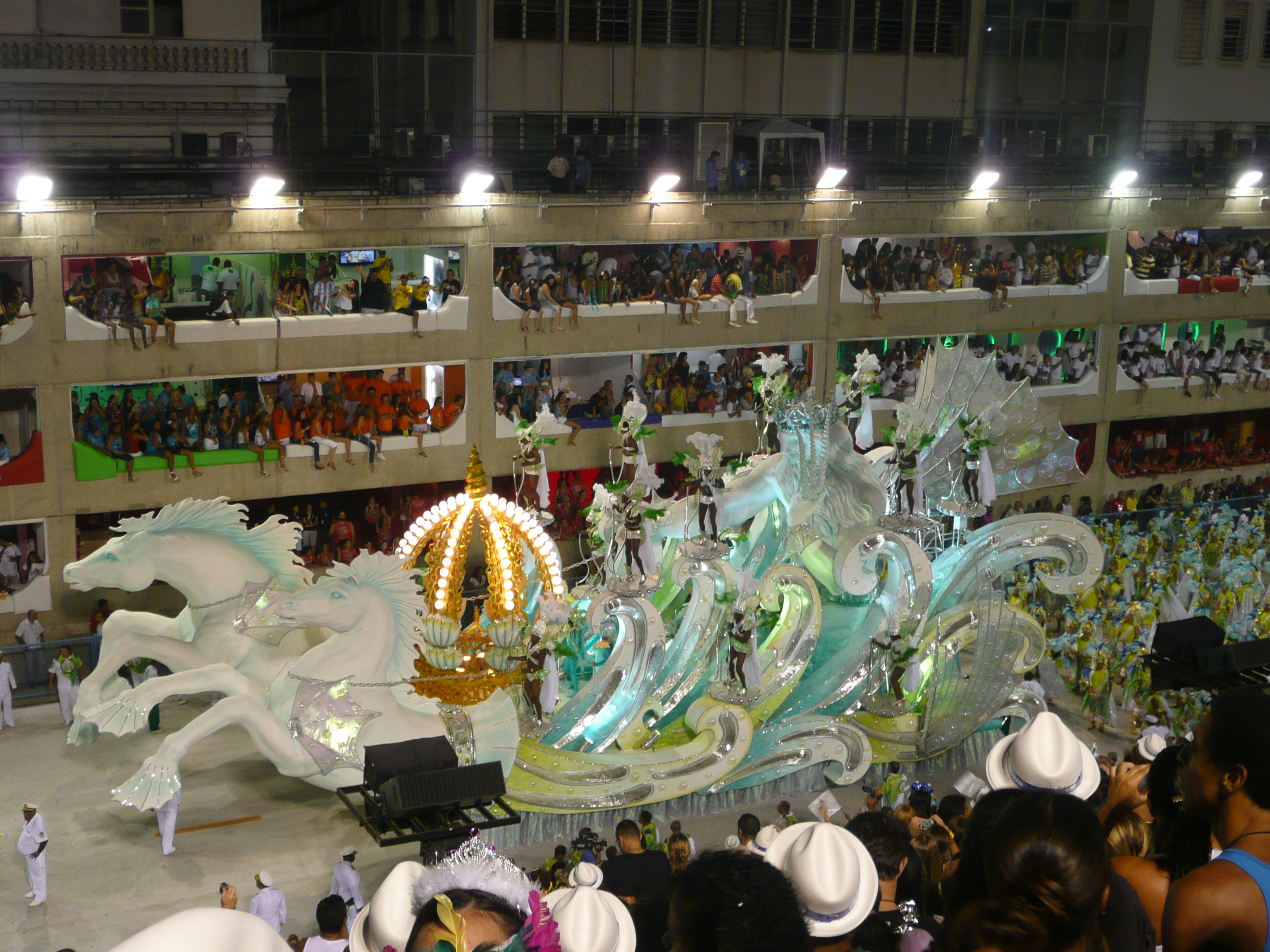
رقص سامبا در ریو دو ژانیرو، ۲۰۰۸

سامبا (به پرتغالی: Samba) یک نوع رقص و موسیقی برزیلی است که ریشه‌های آفریقایی دارد. سامبا به عنوان نمادی از برزیل و به ویژه کارناوال برزیلی شناخته می‌شود. سامبا به عنوان یکی از محبوب‌ترین تجلی‌های فرهنگ برزیلی به نمادی از شخصیت ملی برزیل تبدیل شده ‌است.
سامبای مدرن که از اوایل قرن گذشته شکل گرفته‌ است، دارای ریتم دو چهارم است.
۲ دسامبر به عنوان روز ملی سامبا در برزیل شناخته می‌شود.